# Elisa Bonaldo (rugbista)
Elisa Bonaldo (Brescia, 14 settembre 1996) è una rugbista a 15 italiana, tre quarti centro del Colorno.

## Biografia
Nata a Brescia e cresciuta a Ghedi, si è formata atleticamente al Bassa Bresciana di Leno dove allenava suo padre Maurizio, entrò nelle femminili del Calvisano nel 2012 a 16 anni; nel 2014 fu convocata per l'Italia U-18.
Nel 2016 fu convocata nell'Italia maggiore per il Sei Nazioni anche se non fu mai schierata; l'anno successivo, nel Torneo 2017, debuttò allo Stoop di Londra contro l'Inghilterra.
Inizialmente non convocata per la Coppa del Mondo di rugby femminile 2017 in Irlanda, fu convocata a pochi giorni dall'inizio della competizione come rimpiazzo dell'infortunata Claudia Salvadego, lesionatasi un crociato anteriore; con la squadra giunse nona assoluta nella rassegna iridata.
Fuori dall'ambito sportivo, è perito agrario e studia scienze zootecniche all'università di Parma.

## Palmarès
- Campionati italiani: 1
Colorno: 2017-18